# Гужаловский, Александр Александрович
Александр Александрович Гужаловский (бел. Аляксандр Аляксандравіч Гужалоўскі, род. 27 июня 1960 года) — белорусский историк, музеолог, педагог, доктор исторических наук (2002), профессор (2016), профессор кафедры этнологии, музеологии и истории искусств БГУ.

## Биография
Окончил в 1983 г. Минский государственный педагогический институт им. М. Горького, в 1991 г. — аспирантуру Отдела музееведения Научно-исследовательского института культуры Академии наук СССР (Москва).
Работал на различных должностях в Белорусском государственном музее Великой Отечественной войны, Национальном историческом музее Республики Беларусь, с 1993 г. — доцент, а с 2004 г. — профессор Белорусского государственного университета.
В 1992 г. защитил диссертацию на соискание ученой степени кандидата исторических наук по специальности «Музееведение» на тему «История музеев Белоруссии второй половины XVIII — начала XX вв.». В 2002 г. защитил диссертацию на соискание ученой степени доктора исторических наук по специальности «Отечественная история» на тему «Становление и развитие музейного дела в Беларуси (1918—1941 гг.)». В 2016 г. присвоено ученое звание профессора.
В 1994 г. проходил стажировку в качестве интерна в Смитсоновском институте (США), в 1995 г. — приглашенный исследователь в Университете Дж. Вашингтона (США), в 1997 г. — приглашенный исследователь в Амстердамском университете (Нидерланды), в 2004 г. — стипендиат программы Фулбрайт (Кливлендский художественный музей, США).
Ученый секретарь совета по защите диссертаций по историческим наукам при Белорусском государственном университете, член совета по защите диссертаций по культурологии и искусствоведению при Белорусском государственном университете культуры и искусств. Член Республиканского научно-методического совета по вопросам музейного дела при Министерстве культуры Республики Беларусь. Член редакционного совета «Белорусского исторического журнала», редакционной коллегии "Вестника Брестского государственного университета им. А. С. Пушкина. Серия 2. История. Экономика. Право, редакционной коллегии журнала «Acta Museologica Lithuanica» (Вильнюсский университет).
Является автором более 250 научных и научно-методических работ, учебных пособий и монографий. Руководит подготовкой аспирантов и докторантов.

## Основные публикации
- Нараджэнне беларускага музея. — Мн.: НАРБ, 2001. — 106 с.
- Музеі Беларусі (1918—1941 гг.).— Мн.: НАРБ, 2002. — 176 с.
- История музеев мира: учебное пособие / (в соавт. с В. П. Грицкевичем). — Мн.: БГУ, 2003. — 283 с.
- Музеі Беларусі (1941—1991 гг.). — Мн.: НАРБ, 2004. — 192 с.
- Музеі замежных краін: вучэб. дапаможнік: у 2 ч. (у сааўт. з Л. У. Бярэйшык). ч.1.— Мн.: БДУ, 2004.— 187 с.
- «Міласці вашай просім…», альбо адзін год у навейшай гісторыі Беларусі, адлюстраваны ў лістах, заявах, скаргах і іншых формах звароту грамадзян. Зборнік дакументаў / укл. А. А. Гужалоўскі. — Мн.: НАРБ, 2006. — 280 с.
- Музеі замежных краін: вучэб. дапаможнік: у 2 ч. (у сааўт. з Л. У. Бярэйшык). ч.2.— Мн.: БДУ, 2008.— 246 с.
- Гісторыя музейнай справы Беларусі: вучэбны дапаможнік. — Мн.: БДУ, 2012. — 303 с.
- Чырвоны аловак: нарысы па гісторыі цэнзуры ў БССР: у 2 кн. кн. 1: 1919—1941 гг. — Мн.: Рэдакцыя газеты «Звязда» , 2012. — 304 с.
- Беларуская музеялогія. Бібляграфічны паказальнік (1991—2012 гг.) / укл. А. А. Гужалоўскі [Электронны рэсурс]. — Мінск: БДУ, 2013. — 145 с. Рэжым доступу: http://elib.bsu.by/handle/123456789/33226
- Сэксуальная рэвалюцыя ў Савецкай Беларусі. 1917—1929 гг. — Мн.: А. М. Янушкевіч, 2017. — 258 с.
- Чырвоны аловак: нарысы па гісторыі цэнзуры ў БССР: у 2 кн. кн. 2: 1943—1991 гг. — Мн.: А. М. Янушкевіч, 2018. — 320 с.
- У светлую будучыню! Беларускае грамадства эпохі «адлігі» (1953—1968). — Мн.: Выдавец Р. М. Цымбераў, 2024. — 344 с.